# Thần kinh giữa
Thần kinh giữa (tiếng Anh: median nerve; tiếng Pháp: le nerf médian) là thần kinh phân bố ở vùng chi trên người và một số động vật. Đây là một trong 5 dây thần kinh chính bắt nguồn từ đám rối thần kinh cánh tay.
Thần kinh giữa có nguồn gốc từ bó ngoài và bó trong của đám rối cánh tay, chứa các sợi ở rễ bụng C5-C7 (bó ngoài) và C8 và T1 (bó trong).
Thần kinh giữa là dây thần kinh duy nhất đi qua ống cổ tay. Hội chứng ống cổ tay là tình trạng khuyết tật do thần kinh giữa bị chèn ép trong ống cổ tay.

## Đường đi, liên quan, chi phối
Thần kinh giữa xuất phát do các sợi của bó ngoài và bó trong của đám rối cánh tay, qua phần trước cánh tay, cẳng tay và bàn tay, tận cùng là các sợi thần kinh chi phối cơ bàn tay.

### Cánh tay
Sau khi hình thành nhờ các sợi của bó ngoài và bó trong của đám rối cánh tay hợp lại, thần kinh giữa đi vào cánh tay từ nách ở rìa dưới cơ tròn lớn. Sau đó, dây giữa đi chếch xuống dưới và ra ngoài, ở trước ngoài động mạch nách. Thần kinh tiếp tục theo động mạch cánh tay, đi giữa cơ nhị đầu cánh tay (ở trên) và cơ cánh tay (ở dưới). Lúc đầu, nó nằm bên ngoài động mạch cánh tay; sau đó nó bắt chéo trước tạo thành hình chữ X kéo dài. Tới vùng khuỷu trước, thần kinh chạy vào rãnh nhị đầu trong, ở trong động mạch. Bên trong rãnh, thần kinh giữa đi ở phía trong động mạch cánh tay. Thần kinh giữa cho nhánh cơ đến vùng khuỷu và một nhánh chi phối vận động cơ sấp tròn.

### Cẳng tay
Thần kinh giữa ở rãnh nhị đầu trong, phía trong động mạch cánh tay, đi qua ở giữa hai đầu cơ sấp tròn, chui sâu ở mạc cân cơ nhị đầu cánh tay, ra ngoài cơ cánh tay. Thần kinh đi qua động mạch trụ (một trong hai nhánh tận của động mạch cánh tay) khi lách giữa hai đầu cơ sấp tròn. Sau đó, thần kinh di chuyển giữa cơ gấp các ngón tay nông (ở trên) và cơ gấp các ngón tay sâu (ở dưới). Thần kinh đi cùng với động mạch giữa (một nhánh của động mạch gian cốt trước). Sau đó, khoảng 5 cm phía trên mạc cơ gấp (cổ tay), thần kinh đi giữa cơ gấp các ngón tay nông (ở trong) và cơ gấp cổ tay quay (ngoài) vào tay.
Thân chính của thần kinh giữa chi phối các nhóm cơ nông và sâu ở khoang trước cẳng tay, ngoại trừ cơ gấp cổ tay trụ. Cụ thể:
- Các nhánh cơ tách ra trong rãnh nhị đầu trong, chi phối cơ gấp cổ tay quay, cơ gan tay dài, và cơ gấp các ngón tay nông.[1]
- Thần kinh gian cốt trước cẳng tay tách ra ở phần trên của cẳng tay, liên quan với động mạch gian cốt trước và nửa ngoài của cơ gấp ngón cái dài và nửa bên của cơ gấp các ngón tay sâu (nửa cơ này phía gần xương trụ thì được thần kinh trụ chi phối). Cuối cùng, thần kinh chi phối cơ sấp vuông. Ngoài việc chi phối cơ bắp, thần kinh này còn chi phối khớp quay-trụ và khớp cổ tay.

Thần kinh giữa cũng chi phối cảm giác cẳng tay. Nhánh gan bàn tay của thần kinh giữa tách ra ở phần xa cẳng tay. Nhánh này cho cảm giác cho ô mô cái và cho trung tâm lòng bàn tay. Các nhánh khớp tách ra, đến chi phối khớp khuỷu tay và khớp quay-trụ. Các nhánh đến mạch máu chi phối động mạch quay và trụ. Có một nhánh nối vào thần kinh trụ.

### Bàn tay
Thần kinh giữa qua ống cổ tay đi vào bàn tay, theo gân của cơ gấp các ngón tay nông, cơ gấp các ngón tay sâu và cơ gấp ngón cái dài. Từ đó, thần kinh chia thành các nhánh cơ quặt ngược và nhánh bì chi phối cảm giác các ngón tay:
- Nhánh cơ (còn được gọi là nhánh quặt ngược) chi phối các cơ (cơ đối chiếu ngón tay cái, cơ giạng ngón tay cái ngắn, và đầu nông của cơ gấp ngón tay cái ngắn) [1]
- Nhánh bì chi phối cảm giác các ngón tay: Nhánh gan ngón tay riêng và 3 nhánh gan ngón tay chung:Nhánh gan ngón tay riêng chi phối mặt gan tay của 3 ngón tay rưỡi ở phía ngoài kể từ ngón cái và cả mặt mu đốt II và đốt III của các ngón đó. Ngoài ra thần kinh còn chi phối cơ giun I và II.

### Biến thể
Các biến thể tự nhiên của thần kinh giữa:
- Sự phân chia của thần kinh giữa thông thường xuất hiện khi dây thần kinh ra khỏi ống cổ tay. Tuy nhiên, trong một tỷ lệ nhỏ (5-10%), thần kinh giữa phân chia ở đầu gần ống cổ tay, chỗ cổ tay hoặc thậm chí ở chỗ cẳng tay.[3]
- Trong thời kỳ phôi thai, một động mạch giữa cung cấp máu bàn tay teo lại dần. Tuy nhiên, ở một số người, động mạch giữa không teo lại mà đi cùng thần kinh giữa xuống bàn tay.
- Nhánh nối Martin-Gruber xuất hiện khi các nhánh thần kinh giữa bắt chéo ở vị trí cẳng tay và hợp nhất với thần kinh trụ để chi phối cẳng tay
- Nhánh nối Riche-Cannieu xuất hiện khi có mối nối giữa nhánh quặt ngược của thần kinh giữa và nhánh sâu của thần kinh trụ ở vị trí bàn tay.

## Ý nghĩa lâm sàng
Khi dây thần kinh giữa bị tổn thương, các cơ gấp và sấp sẽ bị liệt, bàn tay bị các cơ duỗi kéo ra sau, mô cái bị teo đét và luôn ở tư thế ngửa, gọi là biến dạng bàn tay khỉ (Ape hand deformity).